# 大阪府立大手前高等学校
大阪府立大手前高等学校（おおさかふりつ おおてまえこうとうがっこう、英語: Osaka Prefectural Otemae Senior High School）は、大阪府大阪市中央区大手前に所在する公立高等学校。

## 概要
1882年に設置された大阪府師範学校附属裁縫場を源流とし、1886年に大阪府女学校として創立した。
2016年度の入学生までは出席番号は女子から始まり、校歌の調もやや高めである。
旧制の高等女学校を経て、1948年の学制改革により全日制課程の普通科高等学校として出発した。また1950年には定時制課程が設置され、全日制と定時制の併設校となっている。通信制課程も一時期併設されたが、通信制課程は1966年に分離され、大阪府立桃谷高等学校として独立開校している。
全日制課程では、2011年度から大阪府教育委員会のグローバルリーダーズハイスクール(GLHS)の指定校となり、従来の理数科に代わり、文理学科4クラスを設置した。2018年度より普通科の募集を停止し、同年度入学生以降は文理学科に一本化されている。また、スーパーサイエンスハイスクール(SSH)に指定されている。
海外研修が盛んであり、過去にはアメリカ研修(2,3年対象)、オーストラリアサイエンス研修(2年対象)、オーストラリア語学研修(1,2年対象)、シンガポール語学研修(1,2年対象)等が行われた。
2学期制を採用しているため、秋期休業日（秋休み）が数日間ある。授業は65分×5コマで、コマ数の都合により2週間サイクルの時間割を組んでいる。
また、行事がある日や終業式などの日でも可能な限り授業を行っている。定時制があるため全日制の生徒は17時50分完全下校となっている。2022年4月、下校時間が変更され、部活動などで付添のない生徒は16時55分下校となった。このため、部活動が行える時間が限られているが、運動部では、1992、1993、2005と2010年には水泳部が、全国高等学校総合体育大会に出場している。制服の着用が義務付けられているが、校外教授（遠足）および修学旅行には私服での参加が可能となる。
校舎は本館・理科棟・別館・新館・金蘭会館などに分かれている。本館は7階建てでエレベーターが2機あり、生徒が自由に使用できる。ただし、2020年以降、新型コロナウイルス感染対策の観点から、原則的に生徒の使用が禁止されている。施設上の理由（駐輪場が確保できない）から、校内への自転車乗入れは禁止されている（定時制生徒は除く）。
他の高校に存在する生徒会の代わりに、「自治会」が設置されており、生徒の自治が推進されている。学校行事の運営は自治会が主体となっている。また、年1回自治会誌「Spring」が発行されている。
金蘭会という同窓会を持ち、金蘭会中学校・高等学校・千里金蘭大学を設立した学校法人金蘭会学園の母体となっている。なお、金蘭会本部は同高校内にあり、LAN教室（パソコンルーム）及び全校生徒が利用できるトレーニングルームは、全て卒業生の寄附金により創設されたものである。また、1986年には開校100周年を記念し大阪府立国際児童文学館と共同で児童文学に関する優れた研究を表彰する国際グリム賞を創設した。
1955年の映画『ゴジラの逆襲』に登場し、ゴジラとアンギラスの戦いで校舎の一部が破損している。

## 沿革

### 学校創立
1882年に府立大阪師範学校に設置された附属裁縫場が、学校の源流となっている。小学校の裁縫担当の教員を養成する目的で設置された課程である。なおこの時期は師範学校と女学校の役割が未分化で、女子教育は小学校教員養成を中心におこなわれていた。
附属裁縫場は1886年1月に女学科に改編され、その後1886年9月21日に大阪府女学校として独立した。大阪府女学校の設置・独立をもって学校創立と位置づけている。
創立当初の校地は師範学校と同じ北区常安町（現在の大阪市北区中之島4丁目、大阪大学中之島センター付近）、元の大阪府立模範幼稚園跡だった。
1887年1月には高等女学校に改編され、大阪府高等女学校となった。

### 大阪市への移管
1889年10月1日付で大阪市に移管され、大阪市立大阪高等女学校へと改称されている。大阪市への移管についての経緯は明らかではないが、学校沿革誌『大手前百年史』（1987年）によると内務省からの指示があったとみられると推定している。
1890年-91年になると、不況を背景に大阪市は財政難となり、廃校も検討された。しかし在校生や関係者が存続運動をおこし、存続が決定した。1900年4月には大阪市立第二高等女学校が新設されたことに伴い、大阪市立第一高等女学校へ改称した。

### 大阪府立中之島高等女学校
一方で1900年2月、当時の大阪府知事菊池侃二が『大阪府教育十カ年計画』を策定した。高等女学校の生徒や入学希望者の急増をふまえ、府費で高等女学校を大阪市内に増設することを決定した。
これにより大阪府が高等女学校を増設する計画を立て、また普通教育については大阪府が一元的におこなう方針が決まった。大阪市立第一高等女学校は大阪府へ再び移管される形で、1901年4月に大阪府立となり、大阪府中之島高等女学校へと改称した。
移管2ヶ月後の1901年6月には、文部省令により大阪府立中之島高等女学校へと改称している。

### 堂島・梅田時代
創立以来中之島の校舎を使用していたが、校地が狭いことがかねてから問題となっていた。当時堂島にあった堂島中学校（現在の北野高等学校）が北野に移転することになったため、跡地を転用して仮校舎とする形で堂島に移転することになった。
1902年には大阪市北区堂島浜通3丁目2番地へ移転し、大阪府立堂島高等女学校へと改称した。
堂島の校舎は老朽化していたため梅田に移転することが決まり、1909年度より移転予定地で校舎新築工事がおこなわれた。その矢先の1909年7月29日には大阪市街地を襲った大火災（北の大火）で一部校舎を焼失した。授業は焼け残った校舎と江戸堀小学校の2ヶ所を使用して実施された。
また校舎火災被害のため、校舎新築工事は急ピッチでおこなわれ、火災翌年の1910年4月には大阪駅北側・大阪市北区北梅田町（現在の大阪市北区大深町）に移転した。梅田への移転と同時に、大阪府立梅田高等女学校へと改称している。
なお移転先の隣には、堂島（梅田）高等女学校同窓会「金蘭会」が運営する金蘭会高等女学校（現在の金蘭会中学校・高等学校）があり、遠足や運動会などを合同で実施するなど協力関係にあった。
しかし梅田の敷地は大阪駅（梅田貨物駅）拡張予定地となり、立ち退きを迫られることになった。学校側は1920年以降、北野の北野中学校敷地、十三などを移転候補地として検討し、関係者の検討の結果十三への移転を希望した。
一方で大阪府は大阪市東区大手前之町（現在の大阪市中央区大手前）の輜重兵第4大隊兵舎跡地を買収し、一画を梅田高等女学校の移転用地として充てることを決定した。1922年に大阪府会で建築案が可決され、校舎建設工事がおこなわれた。なお、このとき見送られた十三の地へは後年北野中学校が移転している。

### 大手前高等女学校

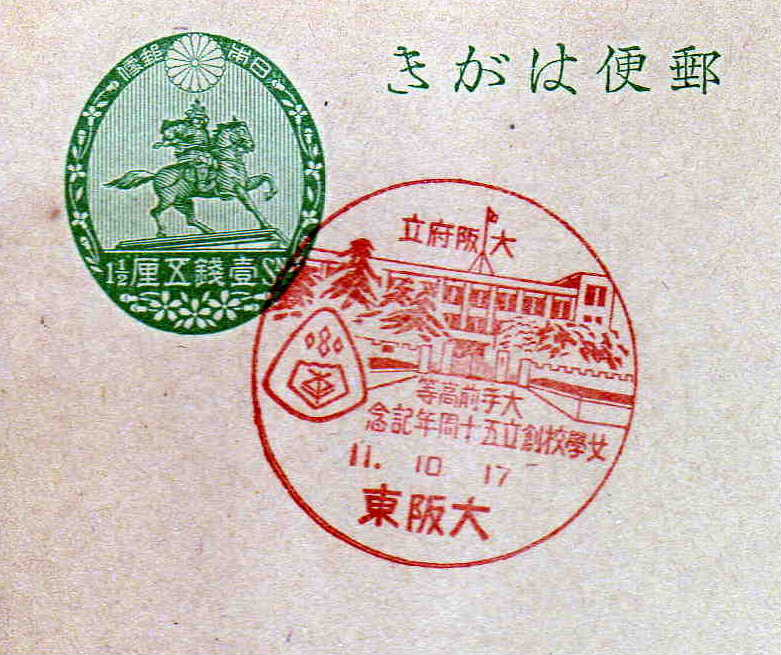
郵便局で使用された創立50周年記念印に描かれた当時の校舎（1936年）

1923年4月に大手前に校舎が完成し移転した。移転と同時に、大阪府立大手前高等女学校へと改称している。校名についてはいくつか候補があったものの、大阪府の学校では地名を校名につけることが慣例となっていたこともあり、所在地の地名からとった「大手前」が学校名として選定されることになった。
昭和時代に入ると太平洋戦争の戦局悪化により、1944年以降勤労動員が実施されることになった。3年生以上の生徒は大阪造兵廠（現在の大阪城公園など）および枚方造兵支廠（北河内郡枚方町大字中宮）へと動員された。
また校舎の戦時転用により、1945年4月には豊中市の大阪府立豊中高等女学校（現在の大阪府立桜塚高等学校）内に一時移転することになった。敗戦後の1945年12月には元の場所に復帰している。

### 学制改革
学制改革より、1947年には新制中学校を一時的に併設した。旧制高等女学校としての同年度以降の新入生募集を停止し、旧制高等女学校の生徒として入学した同年度2・3年の生徒を新制中学校生徒として移行させた。
翌1948年には新制高等学校へ改編され、大阪府立大手前高等学校となった。大阪府立北野高等学校（旧制大阪府立北野中学校）と生徒・教職員を交流して男女共学となった。

### 学科改編へ
全日制課程は1948年の発足以降普通科のみだった。1993年には理数科が併設され、普通科との2学科体制となった。
1995年には65分授業の導入、2000年には2学期制・半期ごとに単位認定を、それぞれ開始した。
2003年には大阪府教育委員会より「エル・ハイスクール」に指定される。また2008年には文部科学省からスーパーサイエンスハイスクールに指定された。
2011年には従来の理数科を改編する形で文理学科を設置し、同年度入学生以降は普通科と文理学科の2学科体制となった。さらに2018年には、普通科の募集を停止して、文理学科に一本化する形になっている。また、2年次以降、探究活動の内容の違いによってSSコースとLSコースに分かれている。

### 定時制・通信制
1948年には通信教育部（のち通信制課程と改称）を併設した。通信制課程は1966年に大手前高校の課程としては廃止され、独立校の大阪府立桃谷高等学校として開校している。
通信教育部での夜間授業を母体とする形で、1950年には定時制課程が正式に設置された。1992年には定時制・通信制の併修制度を導入した。2005年には単位制・2学期制のシステムを導入している。

### 年表
- 1886年9月21日 - 府立大阪師範学校女学科より分離独立し、北区常安町に大阪府女学校として創立[1]
- 1887年 - 大阪府高等女学校に改編
- 1889年 - 大阪市（同年発足）に移管され、大阪市立大阪高等女学校と改称
- 1900年5月 - 大阪市立第一高等女学校と改称
- 1901年4月 - 大阪府に再移管され、大阪府中之島高等女学校と改称
- 1901年5月 - 大阪市北区堂島浜通3丁目の大阪府立堂島中学校跡に移転
- 1901年6月3日 - 大阪府立中之島高等女学校と改称
- 1902年4月1日 - 大阪府立堂島高等女学校と改称。当時生徒数　本科500人、技芸専修科100人
- 1904年4月 - 卒業生を収容して1年間教育する補習科が設置される。
- 1910年 - 大阪市北区北梅田町に新築移転し、大阪府立梅田高等女学校と改称
- 1911年 - 技芸専修科を廃止し実科を設置
- 1920年2月 - 実科および補習科を廃止。当時本科生徒定員　760人
- 1920年4月 - 家事裁縫専攻科を設置
- 1921年3月22日 - 従来、本科の修業年限4年のところ、1年延長して5年とする。
- 1922年4月1日 - 家事裁縫専攻科を廃止し高等科を設置。高等科生徒定員　120人
- 1923年 - 大阪市東区大手前之町の現在地に新築移転し、大阪府立大手前高等女学校と改称。
- 1934年1月24日 - 従来高等科の修業年限3年のところを1年短縮し、2年とする。この時より、高等科生徒定員　80人
- 1941年2月18日 - 本科生徒定員1250人に増加
- 1945年3月 - 戦時中、特例として本科修業年限を1年短縮し、4年とする。
- 1945年4月 - 大手前校舎を去り、大阪府立豊中高等女学校内に疎開移転。
- 1945年10月 - 上級生より逐次大手前校舎に復帰し、12月に復帰完了。
- 1948年 - 学制改革により大阪府立大手前高等学校に改編。大阪府立北野高等学校と教職員、生徒を半分ずつ交換。
- 1948年9月 - 通信教育部を設置
- 1949年3月31日 - 高等女学校高等科および、付設新制中学校を廃止
- 1950年 - 定時制課程を設置　定時制定員　600人
- 1962年 - 通信教育部を通信制課程に改称
- 1966年 - 通信制課程が大阪府立桃谷高等学校として分離独立
- 1993年 - 理数科を設置
- 2002年 - エルハイスクールに指定
- 2008年 - スーパーサイエンスハイスクールに指定（2008-2012年度、2013-2017年度、2018-2022年度、2023-2027年度）[4][8][5]
- 2011年 - 大阪府グローバルリーダーズハイスクールに指定[9][5]。文理学科を設置、理数科募集停止。
- 2014年 - 骨太の英語力養成事業対象校に指定
- 2018年 - 全日制を文理学科に一本化（普通科を募集停止）。
- 2021年−金蘭会発足記念式典中止。

## 交通
- 大阪シティバス 大阪城大手前バス停。
- Osaka Metro谷町線・京阪本線 天満橋駅より徒歩約7分
- JR東西線大阪城北詰駅より徒歩約15分

## 出身者

### 政治
- 浅田均 - 参議院議員、日本維新の会参議院会長（68卒）
- 池田幹幸 - 元参議院議員、日本共産党（58卒）
- 辻恵 - 元衆議院議員、れいわ新選組、東大全共闘（67卒）
- 中島章夫 - 元衆議院議員、日本新党（54卒）
- 中田厚仁 - 国際連合選挙監視ボランティア（カンボジアで活動中に襲撃され死亡）
- 肥田美代子 - 児童文学作家。元衆議院・元参議院議員、民主党（60卒）
- 松原脩雄 - 弁護士。元衆議院議員、日本社会党、東大全共闘・安田講堂被告（64卒）
- 山田茂樹 - 革労協木元派指導者（68卒）
- 山崎博昭 - 学生運動活動家。十・八羽田事件（羽田闘争）で死亡（67卒）
- 山本義隆 - 元東大全共闘の議長、元駿台予備学校講師、物理学者（60卒）

### 行政
- 坂根工博 - 侍従次長、元国土交通省国土政策局長
- 島田順二 - メルボルン総領事
- 鈴木隆史 - 元特許庁長官、元経済産業省経済産業政策局長
- 永長正士 - 元人事院事務総長、財務官僚
- 西広整輝 - 元防衛事務次官
- 東川直正 - 元国土交通省近畿地方整備局長
- 平田竹男 - 早稲田大学教授、元内閣官房参与、元日本サッカー協会専務理事、元通産官僚
- 細溝清史 - 元金融庁長官、日本取引所自主規制法人理事長
- 横田捷宏 - 元JECC社長、元中小企業金融公庫副総裁、元通産省官房審議官（60卒）
- 吉村庄平 - 元大阪府都市整備部長、大阪モノレール社長

### 法曹
- 佐々木静子 - 関西地方で初の女性弁護士

### 経済
- 大坪清 - レンゴー会長、関西経済連合会副会長、日本製紙連合会副会長（57卒）
- 蔭山秀一 - ロイヤルホテル社長（75卒）
- 小林哲也 - 近鉄グループホールディングス会長CEO、関西経済連合会副会長（62卒）
- 高原勇巳 - 学習塾「馬渕教室」運営の株式会社ウィルウェイ代表取締役社長
- 田中孝司 - KDDI会長（75卒）
- 十市勉 - 元日本エネルギー経済研究所顧問（64卒）
- 福井俊彦 - 第29代日本銀行総裁（54卒）
- 森詳介 - 元関西電力相談役（58卒）

### 学者
- 小畑精和 - 元明治大学政治経済学部教授
- 河田恵昭 - 関西大学社会安全学部教授。京都大学名誉教授（64卒）
- 佐伯とも子 - 東京工業大学名誉教授
- 加護野忠男 - 経営学者。神戸大学大学院経営学研究科特命教授（66卒）
- 土居次義 - 京都工芸繊維大学名誉教授
- 中川淳司 - 東京大学社会科学研究所教授（74卒）
- 中村一基 - 武庫川女子大学薬学部教授
- 村上輝康 - エコノミスト。産業戦略研究所代表（64卒）
- 谷直樹 - 大阪市立大学名誉教授、大阪くらしの今昔館館長（67卒）
- 吉岡一男 - 京都大学名誉教授（64卒）
- 和氣健二郎 - 東京医科歯科大学名誉教授（52卒）

### 文化
- 石井遊佳 - 作家（芥川賞受賞、82卒）
- 桂歌之助 (2代目) - 落語家（65卒）
- 桂信子 - 俳人、現代俳句協会顧問
- 北村兼子 - ジャーナリスト、婦人運動家
- 季里 - ビジュアルプロデューサー（80卒）
- 佐々木幹郎 - 詩人（67卒）
- 新家靖之 - 旅行作家、随筆家（65卒）
- 下重暁子 - 作家。元NHKアナウンサー
- 谷崎光 - 作家[10]
- 俵萌子 - 評論家（48卒）
- 三田誠広 - 作家（芥川賞受賞、68卒、1年間留年）
- 湯川スミ - 湯川秀樹夫人。世界連邦運動協会名誉会長

### 芸能
- 亀井登志夫 - 作曲家、ミュージシャン、音楽プロデューサー
- 木山裕策 - 歌手（87卒）
- しまぞうZ - お笑いコンビ「キャベツ確認中」
- 武野一起 - 読売テレビプロデューサー
- 初音 - シンガーソングライター
- 三好誠 - 作曲家、ミュージシャン
- 弓木英梨乃 - ミュージシャン

スポーツ
- 市口順亮 - 京都大学ラグビー部監督、元新日鐵ラグビー部監督（59卒）
- 本屋敷俊介 - プロ野球コンディショニングコーチ
- 横井久 - 元ラグビー選手、元ラグビー日本代表監督（旧制北野中に入学。新制高校に改編で交流、大手前で卒業）
- 横井章 - 元ラグビー日本代表選手。横井久の実弟

### その他
- pha - ニート、著述家